# Felice Anerio
Felice Anerio (Roma, 1560-1614) fou un compositor italià del Renaixement i principis del Barroc.
Dit també Felice Romano. pertanyent a l'escola romana, fou deixeble de Giovanni Maria Nanino. Fou mestre del Col·legi Anglès i el successor de Giovanni Pierluigi da Palestrina (1594) com a compositor i sopranista de la capella papal. Tingué d'alumnes destacats: en Marco Scacchi (1600-1662) i en Domenico Massenzio.
Les seves obres no desmereixen les d'aquell en almenys, la solidesa en la confecció i l'harmonia impregnada de misticisme. Es publicaren dos llibres de Himni et cantica, un de Madrigali spirituali (Venècia, 1590); un altre de responsoris a quatre veus, dos més de madrigals, a cinc i sis veus respectivament; dos llibres d'himnes i motets (Venècia, 1696); Ofici de Setmana santa, a tres i quatre veus (Roma, 1604), i un altre de Canzone a quatre voci (Frankfurt del Main, 1610), a més de diverses obres que existeixen que no s'han publicat mai de manera conjunta i moltes misses, motets, etc., etc. que romanen encara manuscrites en l'arxiu del Vaticà.
El seu germà Francesco Giovanni Anerio (1567-1608), també fou músic i mestre de capella.